# Pallacanestro Virtus Roma 2001-2002
Questa voce raccoglie le informazioni riguardanti la Pallacanestro Virtus Roma nelle competizioni ufficiali della stagione 2001-2002.

## Stagione
La stagione 2001-2002 della Pallacanestro Virtus Roma, sponsorizzata Würth, è la 18ª nel massimo campionato italiano di pallacanestro, la Serie A.
All'inizio della nuova stagione la Lega Basket decise che le società italiane potevano tesserare fino a sette giocatori stranieri, con anche la caduta della distinzione tra giocatori comunitari ed extracomunitari.

## Roster
Aggiornato al 20 dicembre 2021.
| Würth Roma 2001-02 | Würth Roma 2001-02 |
| Giocatori          | Staff tecnico      |
| ------------------ | ------------------ |

| N. | Naz.                                        | Ruolo | Nome                   | Anno | Alt.   | Peso   |  |
| -- | ------------------------------------------- | ----- | ---------------------- | ---- | ------ | ------ |  |
| 5  | Stati Uniti (bandiera)                      | C     | Ben Handlogten         | 1973 | 208 cm | 115 kg |  |
| 6  | Italia (bandiera)                           | PG    | Tommaso Plateo         | 1978 | 192 cm | 83 kg  |  |
| 7  | Stati Uniti (bandiera)                      | P     | Jerome Allen           | 1973 | 192 cm | 90 kg  |  |
| 8  | Italia (bandiera)                           | AG    | Alessandro Tonolli (C) | 1974 | 202 cm | 99 kg  |  |
| 9  | Italia (bandiera)                           | A     | Alex Righetti          | 1977 | 198 cm | 95 kg  |  |
| 10 | Italia (bandiera)                           | G     | Carlton Myers          | 1971 | 192 cm | 91 kg  |  |
| 11 | Stati Uniti (bandiera)                      | C     | Casey Shaw             | 1975 | 208 cm | 110 kg |  |
| 11 | Stati Uniti (bandiera)                      | P     | Scoonie Penn           | 1977 | 178 cm | 80 kg  |  |
| 12 | Stati Uniti (bandiera) · Italia (bandiera)  | GA    | Giancarlo Marcaccini   | 1972 | 196 cm | 98 kg  |  |
| 13 | Italia (bandiera)                           | G     | Fabio Zanelli          | 1976 | 196 cm | 85 kg  |  |
| 14 | Stati Uniti (bandiera) · Irlanda (bandiera) | C     | Dan Callahan           | 1970 | 204 cm | 110 kg |  |
| 15 | Stati Uniti (bandiera)                      | G     | Jeff Sheppard          | 1974 | 191 cm | 86 kg  |  |
| 15 | Italia (bandiera)                           | A     | Manuel Del Brocco      | 1983 | 200 cm |        |  |
| 16 | Stati Uniti (bandiera)                      | P     | George Gilmore         | 1968 | 180 cm | 71 kg  |  |
| 18 | Italia (bandiera)                           | P     | Riccardo Santolamazza  | 1983 | 194 cm | 80 kg  |  |
| 20 | Italia (bandiera)                           | C     | Cristiano Masper       | 1973 | 207 cm | 103 kg |  |
|    | Stati Uniti (bandiera)                      | AC    | Brandon Wolfram        | 1979 | 204 cm |        |  |
| -  | Italia (bandiera)                           | C     | Ruggero Fiasco         | 1979 | 206 cm |        |  |
| -  | Italia (bandiera)                           | G     | Giuseppe Grilli        | 1983 |        |        |  |

| Allenatore                                                     |
| - Attilio Caja                                                 |
| Assistente/i                                                   |
| - Nessuno Legenda - (C) Capitano - (IN) Inattivo - Infortunato |

## Mercato

### Sessione estiva
| Acquisti | Acquisti         | Acquisti          | Acquisti   | Acquisti |
| R.       | Nome             | da                | Modalità   |          |
| -------- | ---------------- | ----------------- | ---------- | -------- |
| C        | Cristiano Masper | Pall. Biella      | definitivo |          |
| P        | George Gilmore   | Pall. Roseto      | definitivo |          |
| G        | Jeff Sheppard    | Pall. Roseto      | definitivo |          |
| C        | Ben Handlogten   | Ülkerspor         | definitivo |          |
| PG       | Tommaso Plateo   | Orlandina         | definitivo |          |
| G        | Carlton Myers    | Viola R. Calabria | definitivo |          |
| C        | Casey Shaw       | Pall. Trieste     | definitivo |          |

| Cessioni | Cessioni           | Cessioni          | Cessioni       | Cessioni |
| R.       | Nome               | a                 | Modalità       |          |
| -------- | ------------------ | ----------------- | -------------- | -------- |
| G        | Andrea Niccolai    | Pall. Biella      | fine contratto |          |
| C        | Rod Sellers        | Pau-Orthez        | fine contratto |          |
| A        | Gianluca Lulli     | Teramo Basket     | fine contratto |          |
| P        | Federico Antinori  | S.C. Gira         | fine contratto |          |
| A        | Massimo Minto      | Bears Mestre      | fine contratto |          |
| C        | Massimiliano Monti | Pall. Roseto      | fine contratto |          |
| G        | Juan Espil         | Joventut Badalona | fine contratto |          |

### Dopo l'inizio della stagione
| Acquisti | Acquisti        | Acquisti       | Acquisti      | Acquisti   |
| R.       | Nome            | da             | Data          | Modalità   |
| -------- | --------------- | -------------- | ------------- | ---------- |
| AC       | Brandon Wolfram | Aris Salonicco | ottobre 2001  | definitivo |
| P        | Scoonie Penn    | Free agent     | novembre 2001 | definitivo |
| G        | Fabio Zanelli   | V.L. Pesaro    | novembre 2001 | definitivo |
| C        | Dan Callahan    | PAOK Salonicco | novembre 2001 | definitivo |

| Cessioni | Cessioni        | Cessioni           | Cessioni      | Cessioni       |
| R.       | Nome            | a                  | Data          | Modalità       |
| -------- | --------------- | ------------------ | ------------- | -------------- |
| C        | Casey Shaw      | Olimpia Milano     | ottobre 2001  | rescissione    |
| AC       | Brandon Wolfram | Pall. Messina      | novembre 2001 | rescissione    |
| G        | Jeff Sheppard   |                    | novembre 2001 | ritirato       |
| P        | George Gilmore  | Pall. Roseto       | novembre 2001 | rescissione    |
| PG       | Tommaso Plateo  | Free agent         | gennaio 2002  | rescissione    |
| P        | Scoonie Penn    | Asheville Altitude | gennaio 2002  | fine contratto |